# Gueytes-et-Labastide
Gueytes-et-Labastide är en kommun i departementet Aude i regionen Occitanien  i södra Frankrike. Kommunen ligger  i kantonen Chalabre som ligger i arrondissementet Limoux. År 2018 hade Gueytes-et-Labastide 32 invånare.

## Befolkningsutveckling
Antalet invånare i kommunen Gueytes-et-Labastide
Referens: INSEE